# سیکو گاسا
سیکو گاسا (انگلیسی: Sekou Gassama؛ زادهٔ ۶ مهٔ ۱۹۹۵) بازیکن فوتبال اهل سنگال است.
از باشگاه‌هایی که در آن بازی کرده‌است می‌توان به باشگاه فوتبال آلمریا اشاره کرد.
وی همچنین در تیم ملی فوتبال Senegal U20 بازی کرده‌است.